# Pfelderer Tal
Het Pfelderer Tal (ook Pfelderstal, Italiaans: Val di Plan) is een dal in het Italiaanse Zuid-Tirol.
Het Pfelder Tal ligt in de Ötztaler Alpen. In het noordwesten scheidt de Gurglkam het dal van het Gurgler Tal. In het zuidoosten scheidt de Texelgroep het Pfelderer Tal van het zuidelijke deel van het Passeiertal.
Het dal buigt bij Moos af uit het Passeiertal. Aan het einde van het ongeveer dertien kilometer lange dal ligt de Eisjöchl, in tegenstelling tot wat de naam doet denken een sneeuwvrije pasovergang naar het Pfossental, een zijdal van het Schnalstal. Het achterste deel van het Pfelderer Tal ligt in het Naturpark Texelgruppe. Het enige dorp in het dal is Pfelders. Het dal wordt doorstroomd door de Pfelderer Bach, die bij Moos in de Passer uitmondt. Verder in zuidelijke richting (vanaf Pfelders gezien) monden kleine zijdalen in het Pfelderer Tal uit, te weten het Lazinser Tal, het Faltschnaltal, het Faltmartal en het Fermanzoltal.